# Na Skalce (park)
Sady Na Skalce jsou park v Praze na Smíchově. Park se nachází mezi ulicemi Ostrovského, Kováků, Na Skalce a Bieblova. Je trychtýřovitého tvaru. Šířka parku v ulici Ostrovského je 38 m, v ulici Bieblova okolo 126 m; délka je 289 m. Park je členitý, nacházejí se zde sochy, altán, vodopád a jezírko, lavičky a dětské hřiště. Pod parkem je labyrint krytů z 1. světové války.[zdroj?] Pod částí parku vede tunel Mrázovka. Jméno parku je odvozeno od výstupů skal, které se zde nacházejí.[zdroj?]

## Historie
Sady jsou známé od roku 1881, kdy nesly název Eliščiny sady. V roce 1894 je Městu Smíchovu věnoval Eduard rytíř Daubek, sady se staly veřejnými a město je přejmenovalo na Sady princezny Alžběty. Po roce 1918 byly bez jména, poté od roku 1925 nesly současný název Na Skalce, v letech 1940–1945 byly pojmenovány Mendelovy sady a po skončení 2. světové války roku 1945 se jim vrátil název Na Skalce.

## Galerie

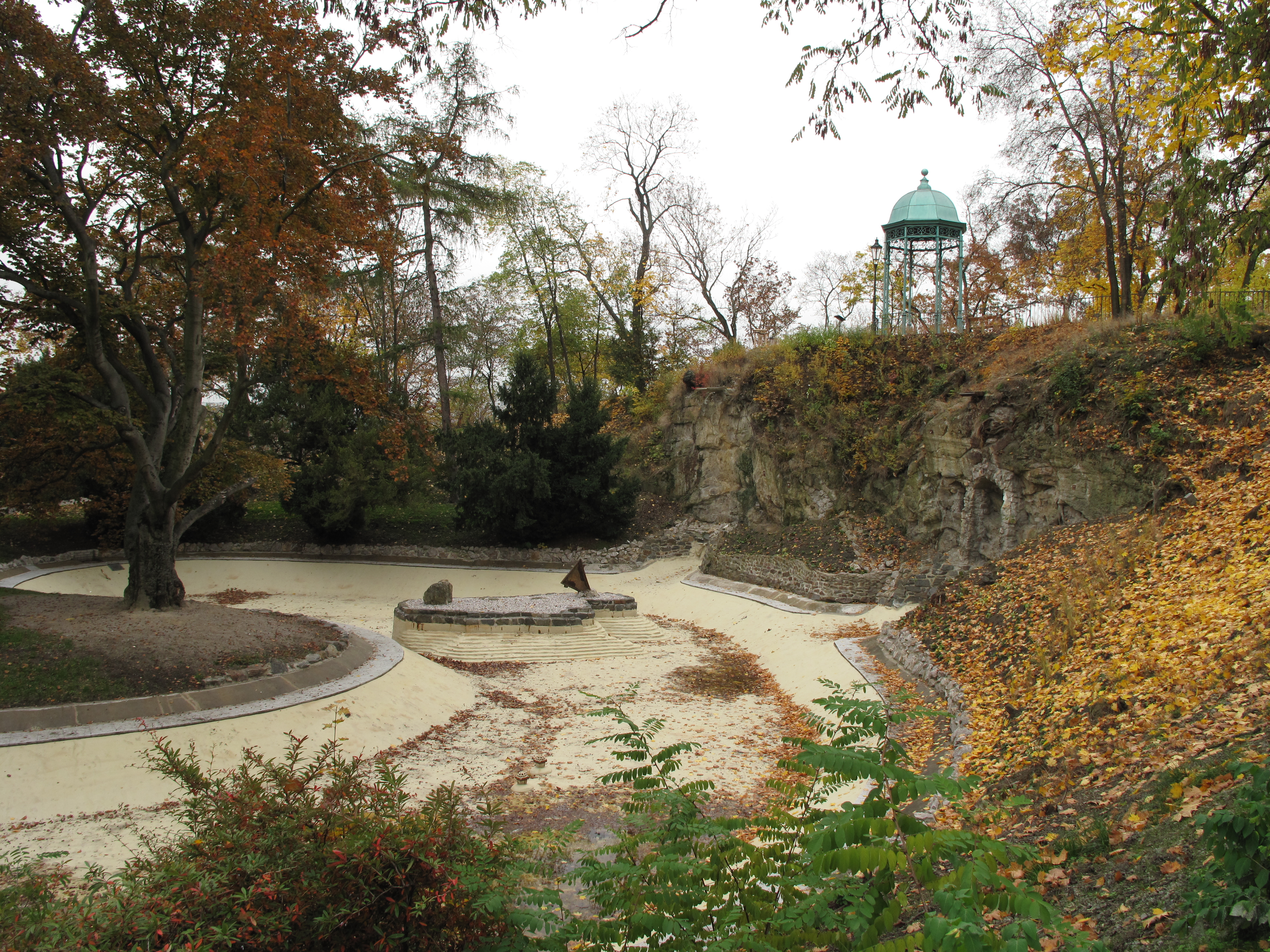
Altán s vypuštěným rybníkem
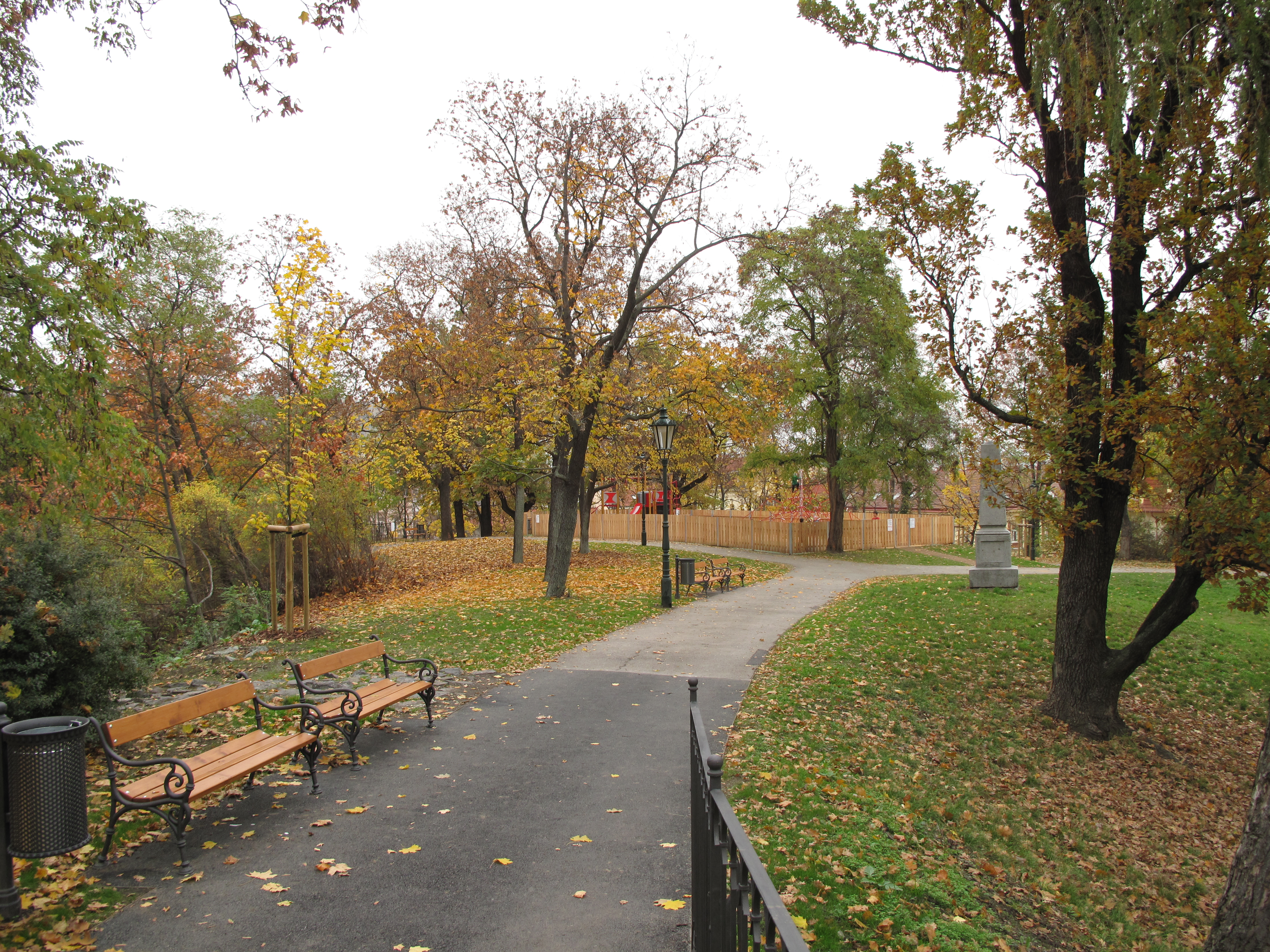
Část s dětským hřištěm
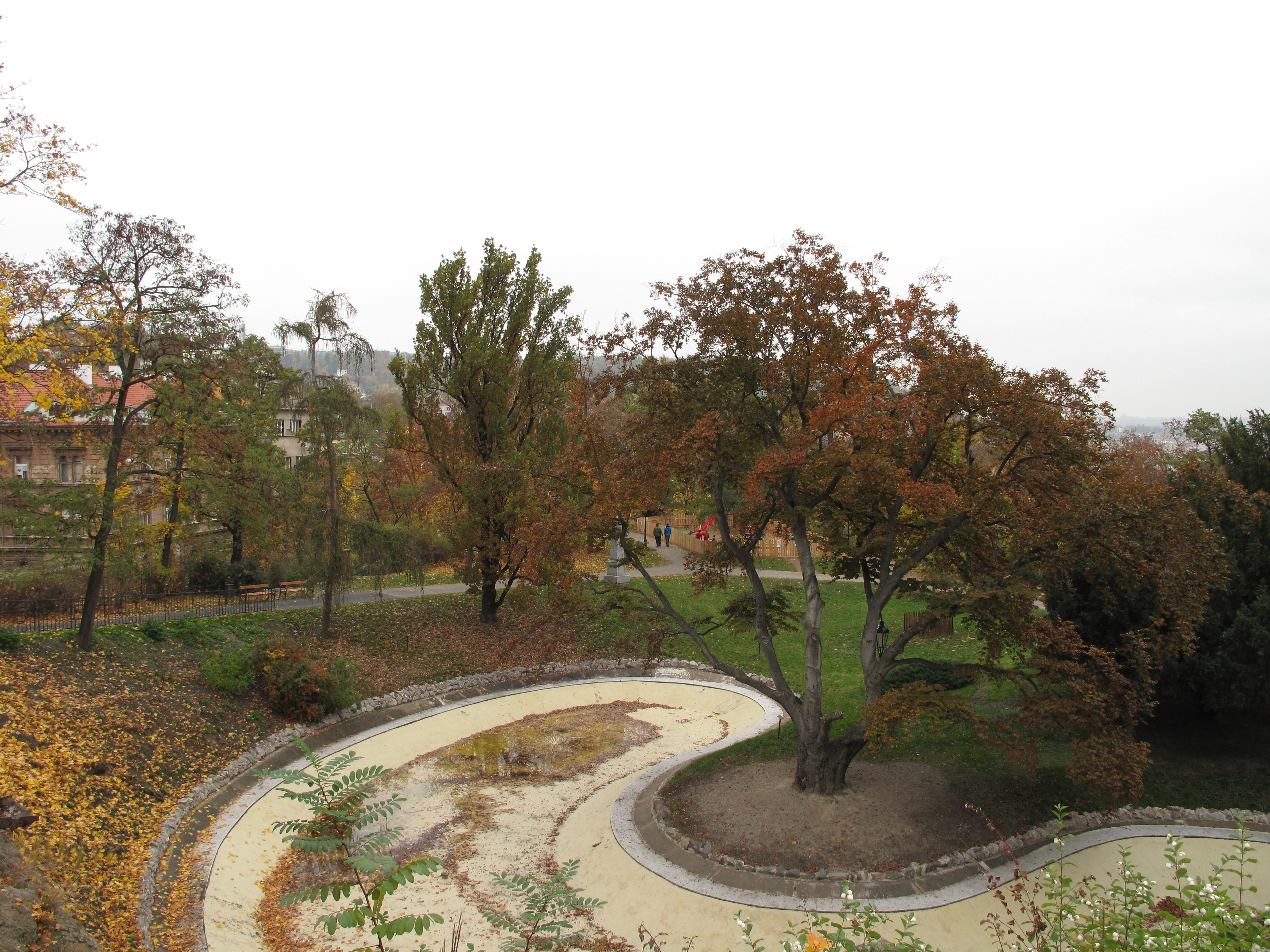
Pohled z altánu
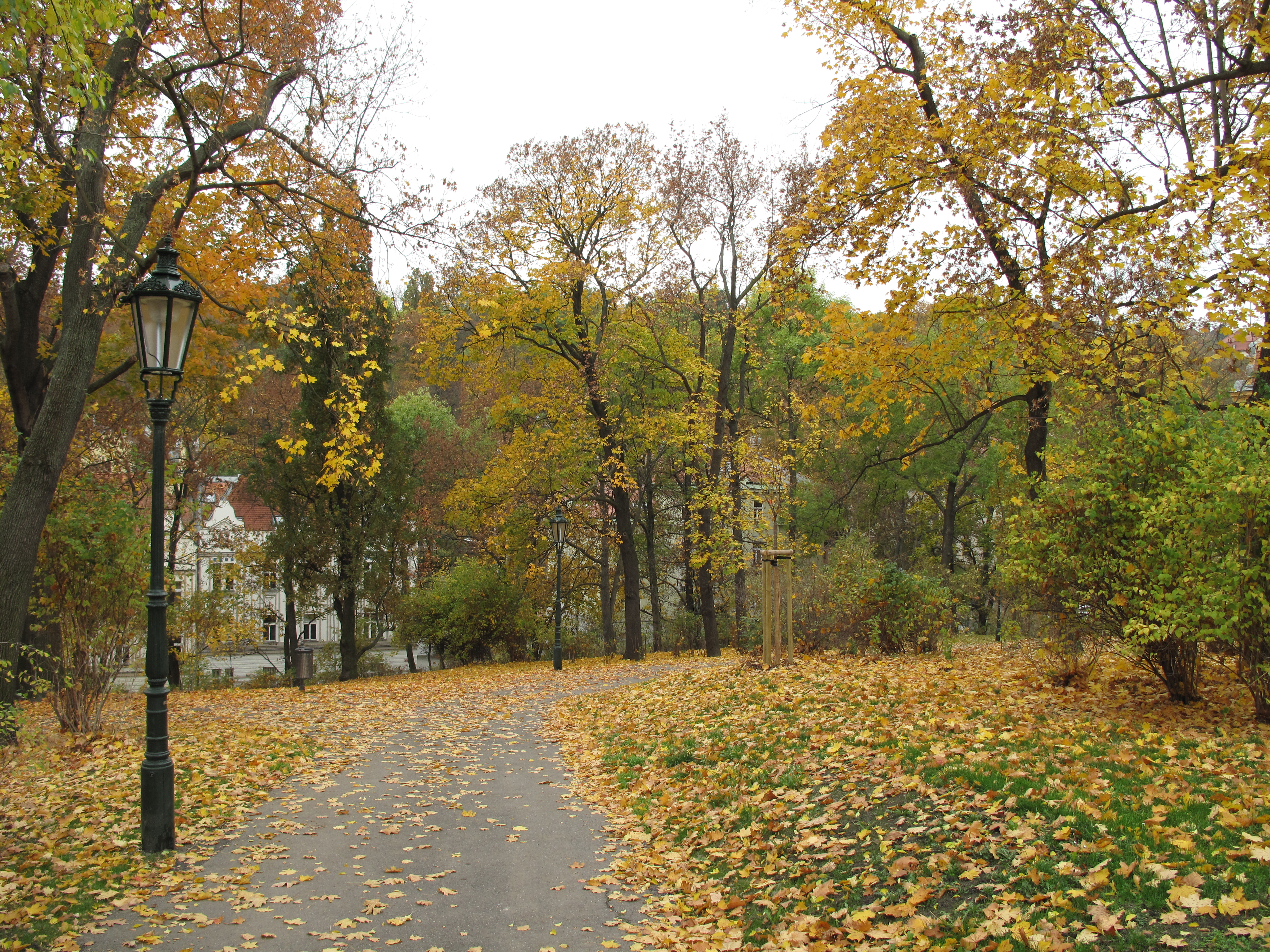
Podzimní
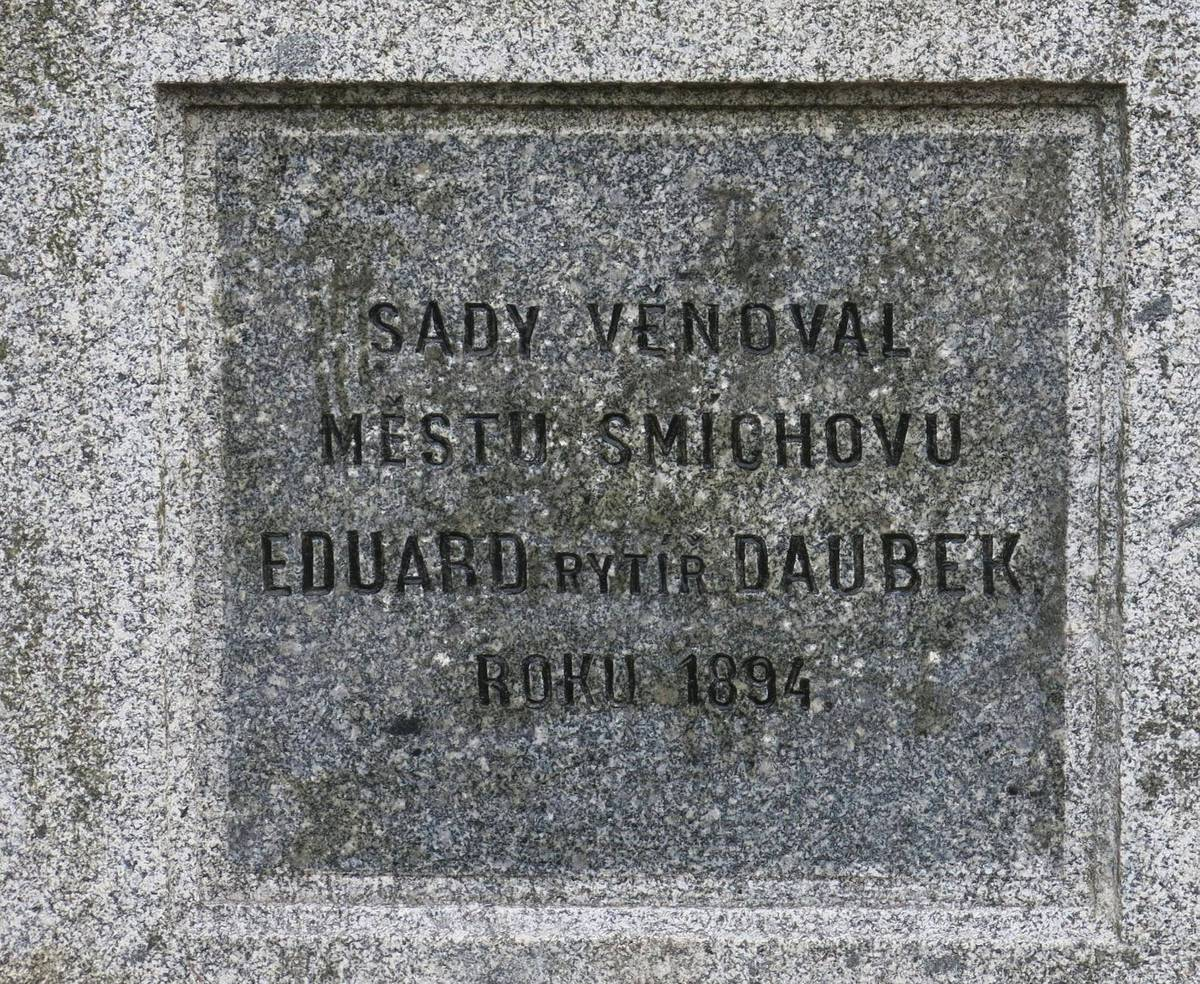
Pomník donátora sadů Na Skalce na Smíchově